# 倫達瓦猶太會堂

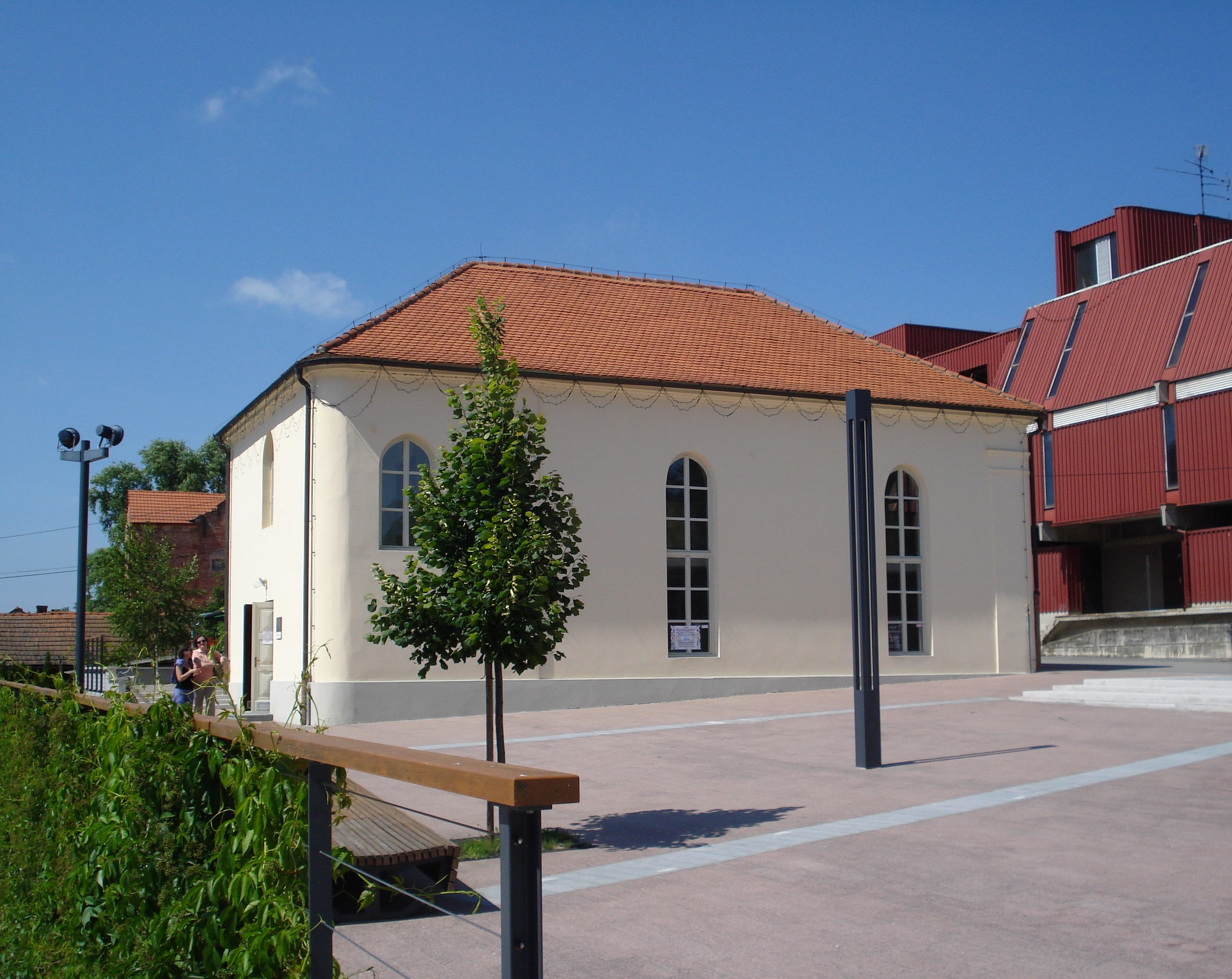

倫達瓦猶太會堂 是斯洛維尼亞城市倫達瓦的一座建築，曾作為猶太會堂使用，現在則是一座博物館。這座建築修建於18世紀。 

## 外部連結
官方网站
- Jewish Monuments in Slovenia
- Jews and antisemitism in Slovenia （页面存档备份，存于）